# Libertador (Distretto Capitale)
Libertador è un comune del Venezuela, l'unico nel Distretto Capitale della città di Caracas. È uno dei cinque comuni che compongono il Distretto Metropolitano di Caracas. Confina con lo Stato di Vargas ad ovest e a nord, con lo Stato di Miranda ad est e a sud.
È il cuore della città di Caracas che, dal 2000 ha visto la nascita di una nuova istituzione più ampia, denominata Distretto Metropolitano di Caracas che conta, oltre a questo, altri quattro comuni, tutti posti ad est, nello Stato di Miranda: Baruta, Chacao, El Hatillo e Sucre.

## Storia
L'attuale comune raccoglie l'eredità del Dipartimento Libertador che, con il Dipartimento Vargas costituiva il soppresso Distretto Federale. Con le riforme costituzionali del 1999 e la creazione del Distretto Capitale, è nato anche il comune di Libertador nella forma attuale.
Il suo nome è in onore dell'eroe dell'indipendenza venezuelana Simón Bolívar.

## Amministrazione
Non deve confondersi l'amministrazione del comune di Libertador, talvolta chiamato "comune di Caracas", con l'amministrazione del Distretto Metropolitano di Caracas, che sovrintende al primo e ad altri quattro comuni. In entrambi i casi c'è a capo un sindaco (alcalde) ma evidentemente con competenze diverse.
Il Distretto Capitale è posto allo stesso livello amministrativo di uno stato ma non esprime un governatore. Al suo posto c'è un Capo del Governo del Distretto Capitale nominato direttamente dal Presidente della Repubblica. Tutti gli altri organi amministrativi coincidono con quelli del comune di Libertador mentre il potere legislativo, secondo la costituzione, spetta direttamente all'Assemblea nazionale del Venezuela, nella quale i rappresentanti del Distretto sono solo una parte dei deputati eletti su tutto il territorio nazionale.

### Parrocchie
Il comune di Libertador ha 22 parrocchie:
| Parrocchia          | Superficie | Popolazione (2011) |
| ------------------- | ---------- | ------------------ |
| Altagracia (15)     | 4,47 km²   | 47.922             |
| Antímano (6)        | 20,90 km²  | 131.963            |
| Candelaria (19)     | 1,23 km²   | 66.486             |
| Caricuao (4)        | 23,83 km²  | 138.659            |
| Catedral (18)       | 0,76 km²   | 12.777             |
| Coche (3)           | ? km²      | 59.889             |
| El Junquito (9)     | 52,52 km²  | 50.470             |
| El Paraíso (8)      | 10,79 km²  | 109.622            |
| El Recreo (21)      | 18,10 km²  | 112.809            |
| El Valle (2)        | 12,64 km²  | 142.893            |
| La Pastora (14)     | 4,47 km²   | 80.397             |
| La Vega (7)         | 12,64 km²  | 123.863            |
| Macarao (5)         | 10,25 km²  | 47.851             |
| San Agustín (20)    | 1,59 km²   | 38.476             |
| San Bernardino (17) | 12,27 km²  | 27.353             |
| San José (16)       | 2,59 km²   | 39.604             |
| San Juan (11)       | 3,25 km²   | 106.507            |
| San Pedro (22)      | 6,70 km²   | 58.254             |
| Santa Rosalía (1)   | 6,68 km²   | 101.103            |
| Santa Teresa (12)   | 0,72 km²   | 23.715             |
| Sucre (Catia) (10)  | 59,30 km²  | 345.944            |
| 23 de enero (13)    | 2,31 km²   | 77.344             |